# 1940年鐵路
此條目列出1940年發生有關鐵路運輸的事件。

## 事件

### 1月
- 1月14日：艾奇遜、托皮卡和聖塔菲鐵路停運來往舊金山－洛杉磯－芝加哥的「納瓦霍號列車（英语：Navajo (train)）」。

### 4月
- 4月14日：倫敦地鐵北線延長至高巴尼特站。

### 6月
- 6月1日：紐約市收購跨區捷運公司和布魯克林-曼哈頓運輸股份有限公司，兩間公司的名稱留為子系統名稱。
- 6月21日：「東風號列車」開始夏天營運，來往華盛頓特區及緬因州，使用賓夕法尼亞鐵路、新哈文（英语：New York, New Haven and Hartford Railroad）、波士頓及緬因（英语：Boston and Maine Corporation）與緬因中央鐵路（英语：Maine Central Railroad）的軌道[1]。

### 7月
- 7月1日：部分阿爾薩斯-洛林的法國國鐵併入德意志國鐵路。
- 7月17日：連接伊斯坦堡和巴格達的巴格達鐵路最後一段完工[2]，國際臥鋪列車公司（英语：Compagnie Internationale des Wagons-Lits）開行托魯斯特快（英语：Taurus Express），來往伊斯坦堡的海達爾帕夏車站與巴格達中央車站。
- 台灣日治時期 7月19日：東港線通車，溪洲線延長至佳冬車站。
- 7月22日：川越線通車。
- 7月29日：來往法國和德國佔領地區的鐵路交通停運。

### 8月
- 8月1日：挪威國鐵（英语：Norwegian State Railways (1883–1996)）弗洛姆線（英语：Flåm Line）全線通車[3]。

### 10月
- 10月15日：山陽電氣鐵道網干線通車。

### 11月
- 11月22日：紐瓦克地鐵（英语：Newark Light Rail）由海勒園道延長至格羅夫街[4]。

### 12月
- 12月17日：佛羅里達東岸鐵路（英语：Florida East Coast Railway）在芝加哥至邁阿密之間開行迪克西弗萊格號列車（英语：Dixie Flagler）。